# هنري ر. روز
هنري ر. روز (بالإنجليزية: Henry R. Rose)‏ هو سياسي أمريكي، ولد في 1856، وتوفي في 1923. حزبياً، نشط في الحزب الجمهوري.